# Rashida Tlaib
Rashida Harbi Tlaib (/təˈliːb/; Detroit, 24 de julho de 1976) é uma política e advogada norte-americana que atua como representante dos EUA pelo 13º distrito congressional do Michigan desde 2019. O distrito inclui a metade oeste de Detroit, junto com vários de seus subúrbios a oeste e grande parte da área de Downriver. Membro do Democrata, Tlaib representou o 6º e o 12º distrito da Câmara dos Representantes de Michigan antes de sua eleição para o Congresso.
Em 2018, Tlaib ganhou a indicação democrata para o assento da Câmara dos Representantes dos Estados Unidos no 13º distrito congressional de Michigan. Ela concorreu sem oposição nas eleições gerais e se tornou a primeira mulher de ascendência palestina no Congresso, a primeira mulher muçulmana a servir na legislatura de Michigan e uma das duas primeiras mulheres muçulmanas eleitas para o Congresso, junto com Ilhan Omar (D-MN).
Tlaib é membro dos Socialistas Democráticos da América (DSA). Ela e Alexandria Ocasio-Cortez (D-NY) são as primeiras mulheres membros da DSA a servir no Congresso. Tlaib tem sido um crítica vocal da administração Trump e defendeu o impeachment de Donald Trump. Nas relações exteriores, ela criticou duramente o governo israelense, pediu o fim da ajuda dos EUA a Israel e expressou apoio à campanha de Boicote, Desinvestimento e Sanções.
Tlaib ganhou notoriedade por ser membro do "The Squad" junto com suas companheiras calouras Ilhan Omar (D-MN), Ayanna Pressley (D-MA) e Ocasio-Cortez.

## Infância e educação
A mais velha de 14 filhos, Rashida Harbi nasceu em 24 de julho de 1976, filha de imigrantes palestinos da classe trabalhadora em Detroit. Sua mãe nasceu em Beit Ur al-Fauqa, perto da cidade de Ramallah, na Cisjordânia. Seu pai nasceu em Beit Hanina, um bairro de Jerusalém Oriental. Ela se mudou primeiro para Nicarágua, depois para Detroit. Ela trabalhou em uma linha de montagem em uma fábrica da Ford Motor Company. Como a mais velha, Tlaib desempenhou um papel na criação de seus irmãos enquanto seus pais trabalhavam.
Harbi frequentou escolas primárias em Harms, Bennett Elementary e Phoenix Academy. Ela se formou na Southwestern High School em Detroit em 1994. Tlaib obteve BA em Ciências Políticas pela Wayne State University em 1998 e se formou como Juris Doctor na Western Michigan University Cooley Law School em 2004.

## Posições políticas

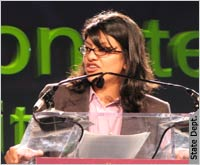
A imagem mostra a Rashida Tlaib, quê é importante para ter uma noção de como ela se parece.

Rashida Tlaib é considerado um progressista à esquerda do Partido Democrata, sendo um membro, como Alexandria Ocasio-Cortez, dos Socialistas Democráticos da América (DSA). Ela apoia o aumento do salário mínimo para 15 dólares por hora, a cobertura universal da saúde e a abolição da agência de controlo fronteiriço dos EUA.
Como congressista de um dos estados mais pobres dos EUA, ela é particularmente activa em questões sociais. Ela iniciou uma factura para estabelecer um crédito fiscal reembolsável para a classe média. Ela está também empenhada no Green New Deal e na tributação mais elevada dos mais ricos.

Sobre questões de política externa, segundo Benjamin Haddad (Director Europeu do Conselho Atlântico), Rashida Tlaib e o seu colega Ilhan Omar "fazem parte de uma nova geração da esquerda democrática que questiona alguns dos fundamentos do poder americano de forma mais geral. Opõem-se ao intervencionismo no Médio Oriente, apelam a uma redução do orçamento da defesa, questionam a aliança com Israel, etc.".